# NGC 5980
NGC 5980 في الفهرس العام الجديد، هي مجرة، تقع في كوكبة الحية. اكتشفت في 19 مارس 1787 بواسطة ويليام هيرشل.

## روابط خارجية
- NGC 5980 على موقع ويكي سكاي: DSS2, SDSS, GALEX, IRAS, Hydrogen α, X-Ray, Astrophoto, Sky Map, Articles and images